# Louis-Victor de Habsbourg-Lorraine
Louis-Victor Joseph Antoine de Habsbourg-Lorraine, né le 15 mai 1842 à Vienne et mort le 18 janvier 1919 dans la même ville, est un archiduc d'Autriche et le plus jeune des frères de l'empereur François-Joseph Ier d'Autriche.

## Biographie
Plus jeune enfant de l'archiduc François-Charles d'Autriche et de l'archiduchesse née Sophie de Bavière, il vient au monde après le décès prématuré de sa sœur Marie-Anne et la naissance d'un frère mort à la naissance en 1840. Il est alors le cinquième dans l'ordre de succession au trône sous le règne de son oncle, l'empereur Ferdinand Ier d'Autriche, homme simple qui laisse la direction des affaires au prince Klemens de Metternich, lequel gouverne depuis 1810.
Ayant déjà trois garçons survivants et la succession au trône semblant assurée, le couple archiducal espérait une seconde fille. Louis-Victor, beaucoup plus jeune que ses frères, n'a guère d'intimité avec eux, lesquels en revanche forment un trio uni. Enfant préféré de sa mère l'archiduchesse Sophie, que le chancelier Metternich surnommait « le seul homme de la famille », Louis-Victor est affectivement surnommé « Bubby » par sa famille, plus tard « Luziwuzi » par ses amis, voire par ironie « l'archiduc des Bains » par le peuple.
À l'âge de 6 ans, il est confronté à la révolution et à la fuite de la famille impériale vers Innsbruck puis Olomouc.

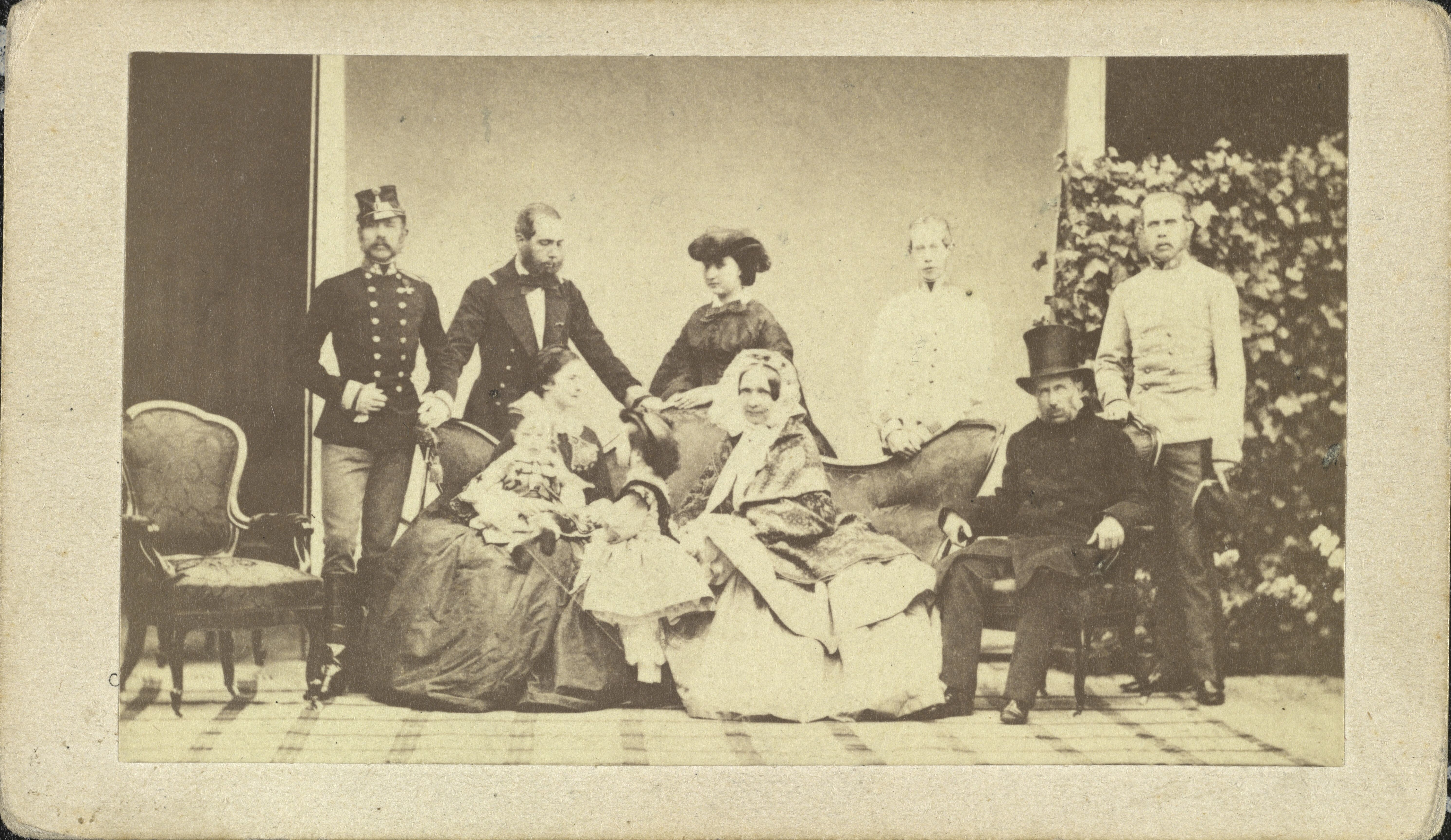
La famille impériale (1861).

Jeune homme, il est redouté à la cour pour sa langue acérée, son goût pour les ragots et son cynisme dont sa belle-sœur, la jeune impératrice Élisabeth (Sissi) est, entre autres, la  victime.
Il est nommé général d'infanterie par son frère l'empereur François-Joseph, mais préfère ouvertement les arts à la vie militaire et se désintéresse complètement de la politique. Aussi déconseille-t-il à son frère Maximilien d'accepter la couronne mexicaine. Il refusera d'être son héritier ainsi que les projets de mariage le concernant avec l'infante Isabelle, héritière du Brésil.
En 1866, sur les instances de sa mère, l'impérieuse archiduchesse Sophie, Louis-Victor demande la main de sa cousine, sœur de l'impératrice, la charmante Sophie-Charlotte. Mais celle-ci refuse ce parti brillant au grand dam de sa famille.
Peu à peu s'affirme le penchant de l'archiduc pour les jeunes hommes. Plusieurs clichés sont pris par des photographes où il apparaît travesti en femme. L'une des photos le représente vêtu d'un tutu, d'un collant blanc et chaussé de ballerines. Il parcourt Vienne à la recherche d'aventures amoureuses.
En 1872, minée par les défaites de l'Autriche, de ses conceptions politiques et l'exécution sommaire de son fils Maximilien au Mexique, l'archiduchesse Sophie meurt.
En 1877, Louis-Victor est mêlé à un scandale dans un bain viennois. Cet incident causera sa disgrâce et son exil au château de Klessheim près de Salzbourg où il n'a à son service que des femmes. Il y acquiert la réputation d'un prince philanthrope et mécène.
Il meurt deux mois après la chute de la monarchie et est inhumé au cimetière de Wals-Siezenheim.